# DX-Ball 2
DX-Ball 2 är ett datorspel för Microsoft Windows av Longbow Digital Arts, som en uppföljning till spelet DX-Ball (1996). Liksom det ursprungliga spelet, är det mönstrat efter klassiska boll-och-paddel-arkadspel såsom Breakout och Arkanoid.
Det följdes av två uppföljare, nämligen Rival Ball (2001) och Rival Ball Tournament (2004).
Longbow Digital Arts utgav inte det ursprungliga DX-Ball, trots att Seumas McNally –  den ledande programmeraren och designern i DX-Ball 2 –, var inblandad i utvecklingen av det ursprungliga spelet. Utvecklaren av DX-Ball – Blitwise Productions – släppte en alternativ uppföljare, Super DX-Ball (2004). Nytt för DX-Ball 2 – jämfört med DX-Ball – är bakgrunder och nya kraftföremål (engelska: Power-up), vilka är "Mega Ball" (Megaboll) som gör att bollen blir större, och "Eight Ball" (Åttafaldig boll) som delar bollen i åtta och samtidigt accelererar dem positivt.